# Abracadabrella
Abracadabrella is een geslacht van spinnen uit de familie springspinnen (Salticidae). 

## Soorten
De volgende soorten zijn bij het geslacht ingedeeld:
- Abracadabrella birdsville Żabka, 1991
- Abracadabrella elegans (L. Koch, 1879)
- Abracadabrella lewiston Żabka, 1991